# Macaron

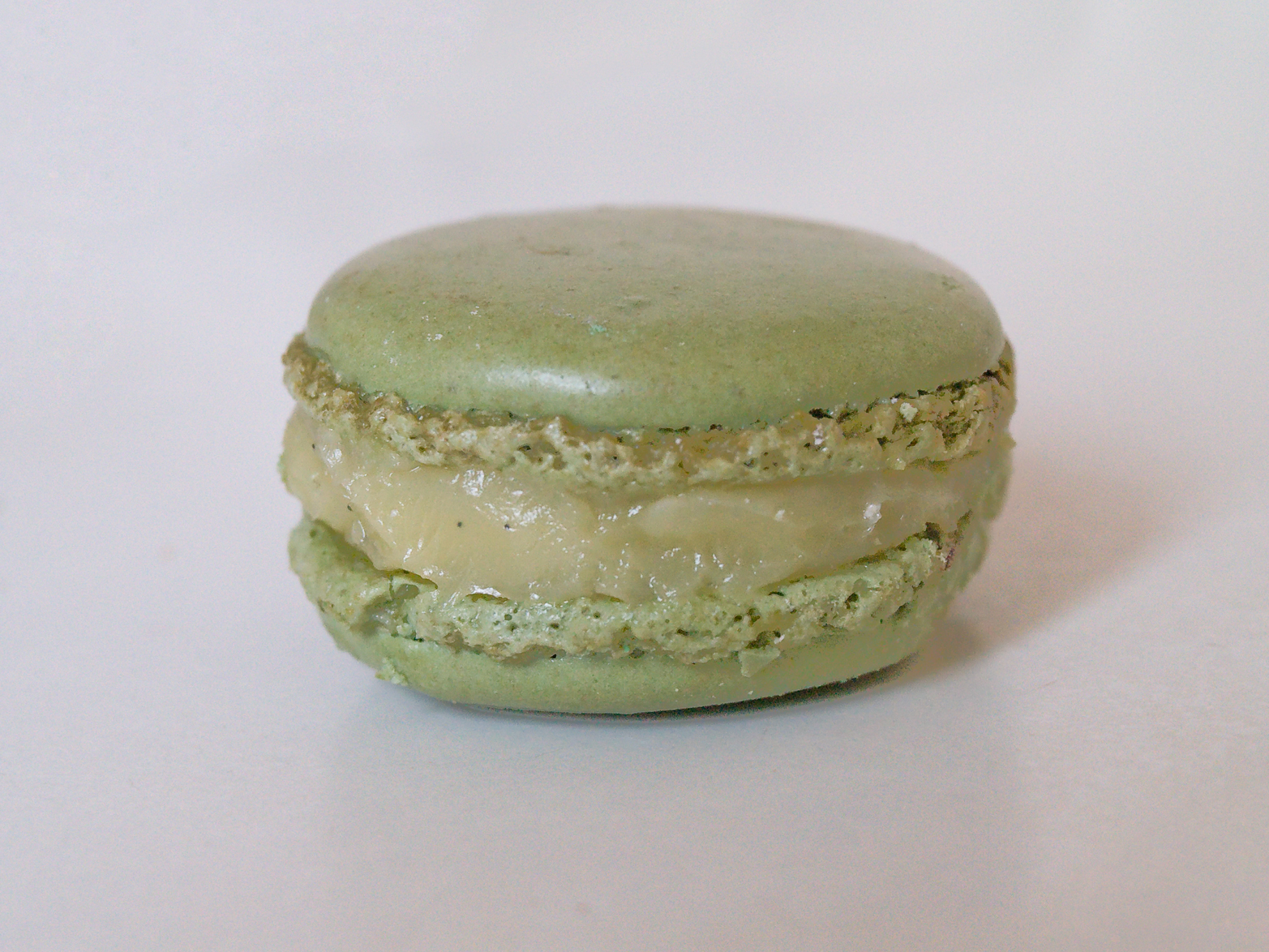
Macaron von Pierre Hermé, Füllcreme mit Olivenöl und Vanille

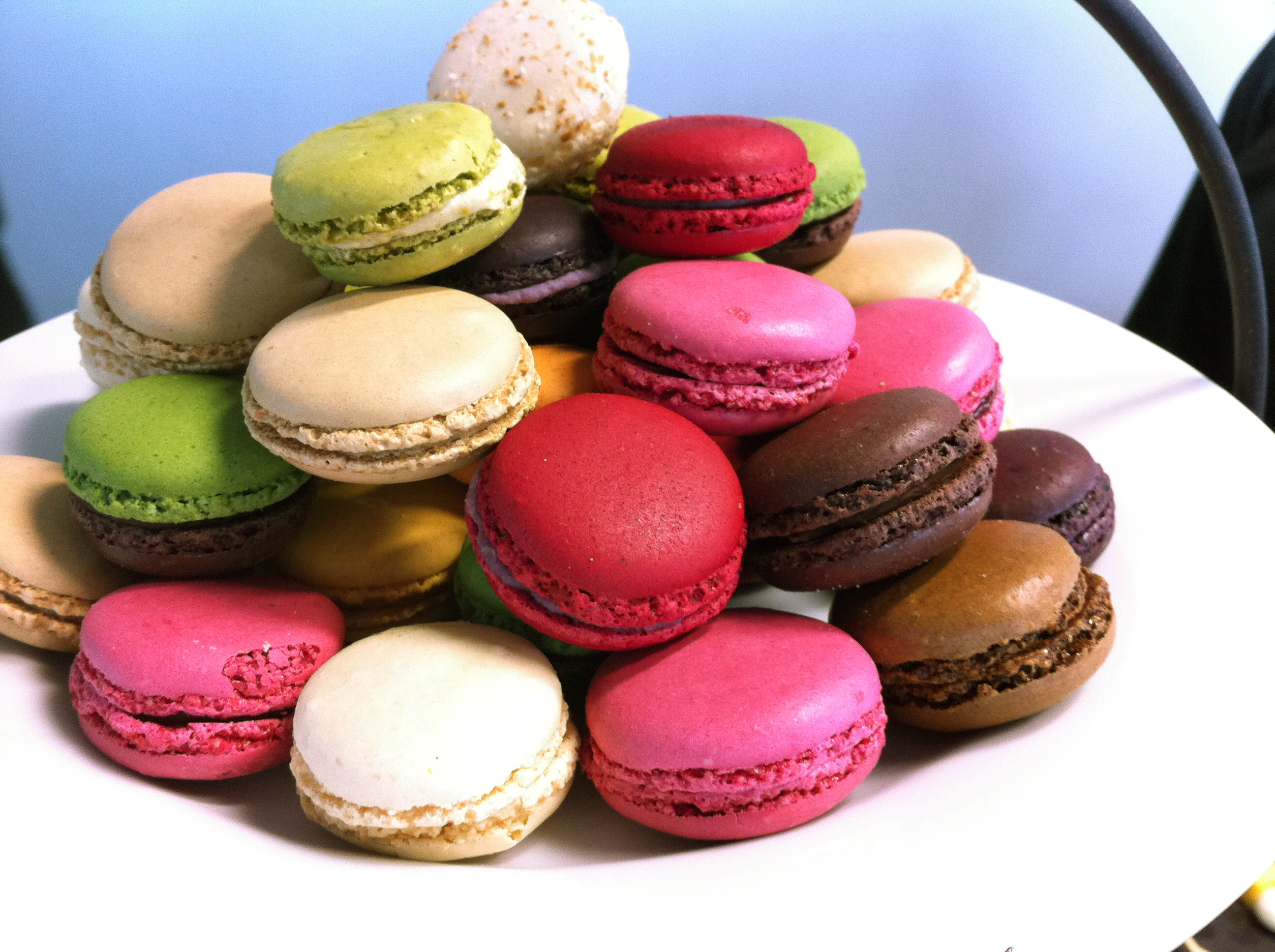
Macarons nach Pariser Art

Das Macaron [makaˈʁɔ̃] (frz. Lehnwort, Pl. die Macarons) ist ein französisches Baisergebäck aus Mandelmehl, dessen Herkunft bis ins Mittelalter zurückreicht. In Frankreich werden viele Varianten von traditionellen Macarons gebacken, davon ist heute das bunte Macaron in Form einer kleinen Doppelscheibe mit einer Cremeschicht dazwischen am weitesten verbreitet. Seit den 2000er-Jahren gewann diese Macaronvariante auch außerhalb von Frankreich an Beliebtheit. Die Baiserböden des Doppelkekses werden aus Eiweiß, Puderzucker sowie sehr fein gemahlenen Mandeln zubereitet und mit Lebensmittelextrakten gefärbt. Die Füllung dieses etwa drei bis fünf Zentimeter großen Gebäcks besteht gewöhnlich aus Buttercreme, Ganache oder Konfitüre in den verschiedensten Geschmacksrichtungen. Die Füllmasse wird mit einem Dressierbeutel auf den unteren Boden aufgetragen, danach mit einem zweiten Deckel oder Boden bedeckt und schließlich vorsichtig zusammengedrückt.
In Frankreich wird der Begriff macaron umgangssprachlich als Synonym für einen Stern verwendet, der vom Restaurantführer Guide Michelin als Auszeichnung für eine sehr gute Küche verliehen wird.

## Allgemeines
Der Name stammt aus dem Italienischen und wird von dem italienischen Wort (am)maccare hergeleitet, was mit zerdrücken oder zerquetschen übersetzt wird. Das venezianische Wort macarone oder maccherone bedeutet feiner Teig. Macarons sind nicht mit den deutschen Makronen und den italienischen Maccheroni zu verwechseln.
Die Unterscheidung von Makrone und Macaron als zwei verschiedene Gebäckarten hat sich inzwischen durchsetzen können, auch wenn beide aus Eischnee und Mandelmehl hergestellt werden. Der Mandelanteil ist bei den Macarons niedriger gegenüber Mandelmakronen, sodass Macarons luftiger und zarter geraten, während Makronen wegen der Butter und des geringeren Mahlgrads der Mandeln saftiger und etwas schwerer schmecken. Außerdem weisen Makronen einen ausgeprägten Mandelgeschmack auf, der durch die Zugabe von Marzipan noch verstärkt werden kann.
Das Mandelbaiser nach Pariser Art ist unter einer hauchdünnen, glatten Kruste weich, feucht, schließlich cremig und zergeht schnell im Mund. Im Gegensatz zu Keksen können Macarons nur kurz ohne geschmackliche Einbußen aufbewahrt werden, weil sie innerhalb von zwei bis vier Tagen hart werden. Macarons gelten als heikel in der Herstellung, da es auf eine sehr genaue Beachtung der Zutatenmengen, Backtemperatur, -dauer und Ruhezeiten ankommt. Als Luxemburgerli der Confiserie Sprüngli sind die Macarons in der Schweiz bekannt. In Deutschland, Nordamerika und Ostasien steigt die Nachfrage nach dem Feingebäck, sodass heute [2022] von einem „Trendgebäck“ gesprochen wird. Ein Stück Macaron à 13 gr. enthält etwa 59 kcal und liegt damit im Durchschnitt von anderen Keksarten wie etwa Haselnussmakronen und Zimtsternen.
Wegen seiner begrenzten Haltbarkeit und anspruchsvollen Zubereitung wird das Macaron nach Pariser Art bisher nur handwerklich hergestellt und überwiegend direkt verkauft. Optisch ähnlich sind Whoopie Pies, die ebenfalls Anfang des 20. Jahrhunderts in den USA populär wurden. Der Boden dieses Gebäcks besteht allerdings aus Rührteig, was es zu einem Doppelkeks macht.

## Geschichte

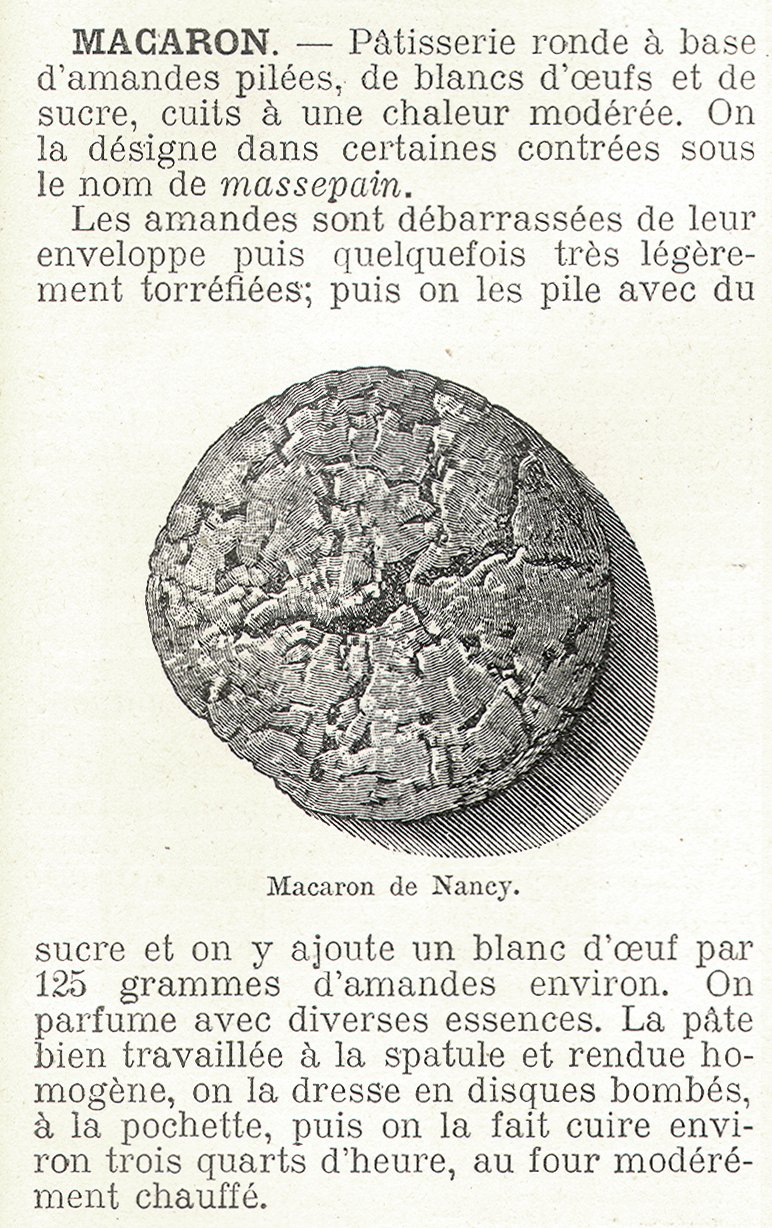
Traditionelles Macaron aus Nancy, 1904

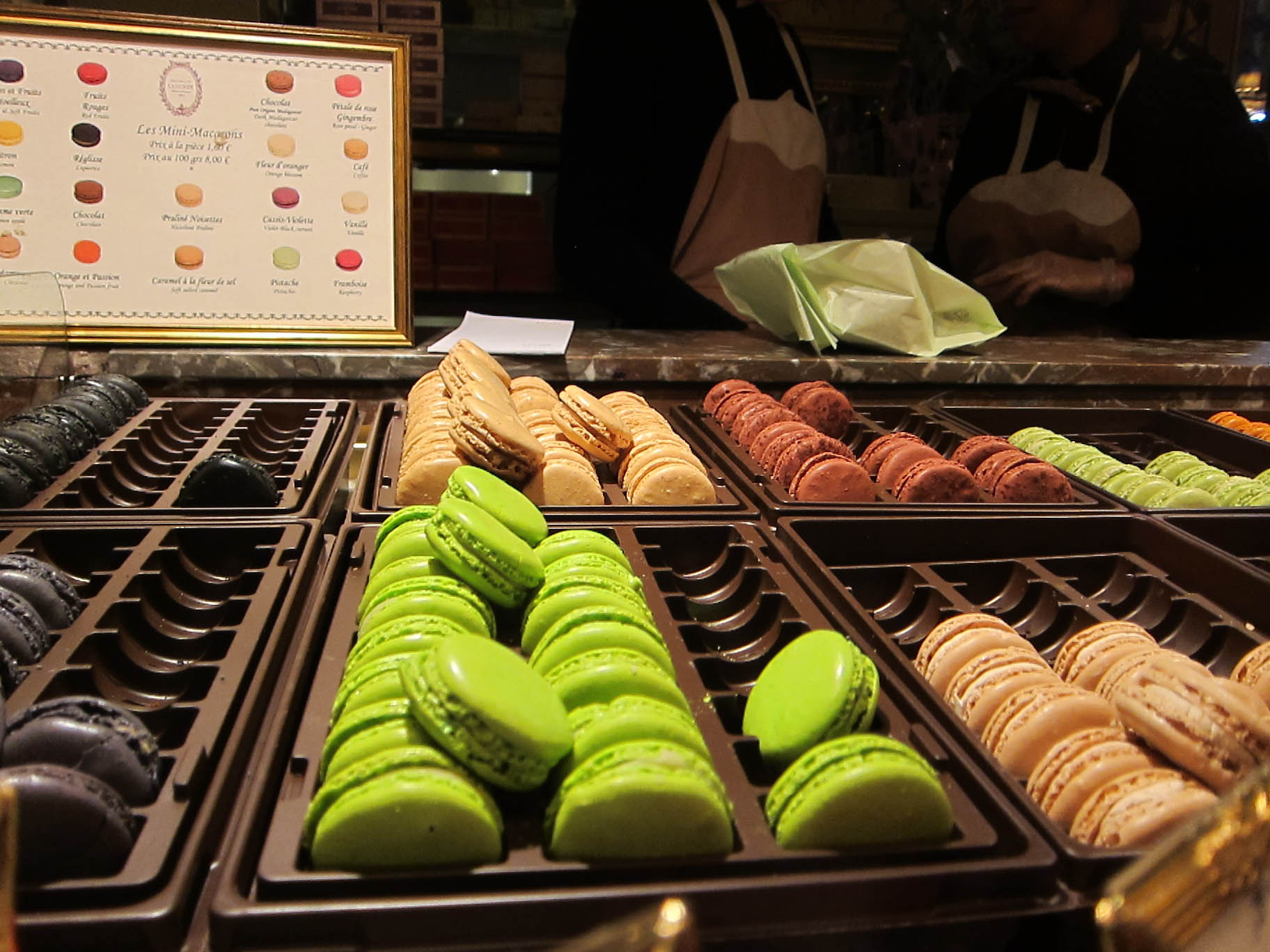
Macarons von Ladurée, Paris

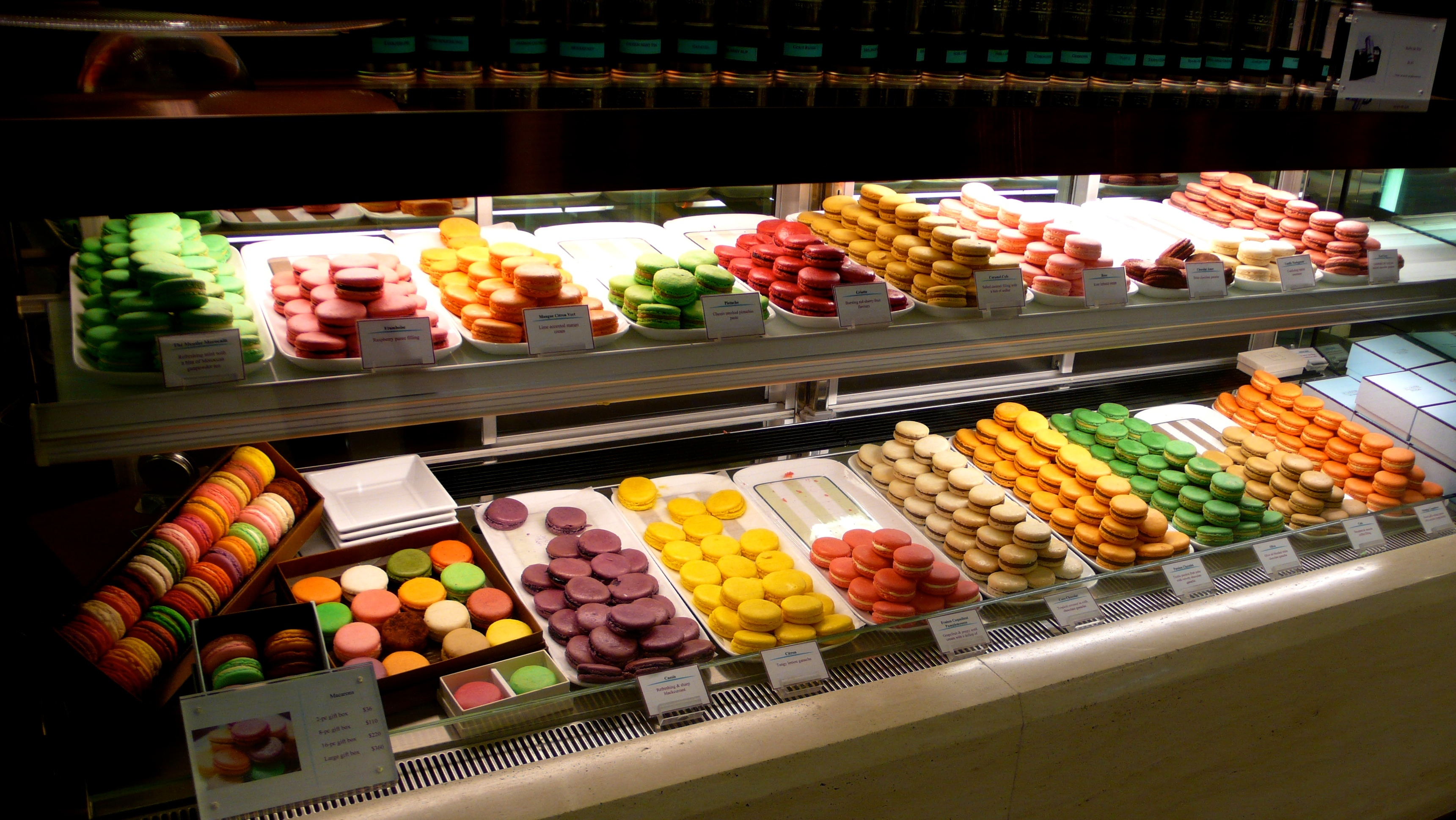
Macarons der Konditorei des Two International Finance Centre (IFC), Hongkong

### Arabien und Persien
Nach den Angaben von Dan Jurafsky in der Zeitschrift Slate brachten arabische Truppen aus Ifrīqiya (dem heutigen Tunesien) bei ihrer Besetzung von Sizilien im Jahre 827 auch neue Techniken (Papierherstellung) und Lebensmittel wie Zitronen, Reis und Pistazien mit. Darunter waren viele Süßigkeiten auf Nussbasis wie fālūdhaj und lausinaj – Backwerk mit süßer Mandelcreme im Inneren. Dieses Süßgebäck wiederum war von den sassanidischen Schahs in Persien überliefert worden, wo man das Mandelgebäck zur Feier des zoroastrischen Neujahrs (Nouruz) reichte. Muhammad al-Idrisi berichtet 1154 von der Nudelherstellung, die ebenfalls erstmals auf Sizilien betrieben worden war. Mit dem Sammelbegriff maccarruni bezeichneten die Araber Lebensmittel aus gemahlenem Getreide wie Nudeln und Gebäck. Die Italiener entlehnten maccheroni aus maccarruni, woraus die heutigen Macarons entstammen.
Die kulinarische Enzyklopädie Larousse Gastronomique (1988) führt den Ursprung der Macarons auf ein früheres französisches Kloster in Cormery im 8. Jahrhundert (791) zurück. Zugleich verbreitet der Lexikon-Eintrag auch die fromme Legende, dass die Form des Gebäcks vom Bauchnabel der Mönche abgeleitet worden sei. Ein Schweizer Online-Lexikon zur Geschichte des Backens datiert dagegen das erste Mandelgebäck in das 11. Jahrhundert unter der Ägide des Sultans und ersten Königs der Almoraviden-Dynastie Yusuf ibn Taschfin, wo der Mandelkuchen Ghouryeba oder Ghriba vor allem während des Ramadans gereicht worden war. Von Arabien über Sizilien hinaus verbreitete sich das Mandelgebäck bis nach Venedig, wo mit dem Begriff macarone allgemein das Feingebäck bezeichnet wurde.

### Frankreich
1533 soll nach weiteren Angaben von Larousse Gastronomique Caterina de’ Medici das Mandelgebäck aus Florenz nach Frankreich mitgebracht haben anlässlich ihrer Hochzeit mit dem Herzog von Orleans, der als Heinrich II. 1547 zum König von Frankreich wurde. Auf den humanistischen Schriftsteller François Rabelais geht die erste bekannte schriftliche Erwähnung eines Macaron-Rezepts zurück (Le Quart Livre, 1552). Die kulinarische Tradition der Macarons am königlichen Hofe führte der Pâtissier Adam aus Saint-Jean-de-Luz fort, als auch er dieses Gebäck zu den Hochzeitsfeierlichkeiten von Ludwig XIV. im Jahr 1660 anbot. Am Hofe von Schloss Versailles nahmen von 1682 an die Chefköche (officiers de bouche) Dalloyau, welche später das gleichnamige Pâtisserie-Unternehmen begründeten, ebenfalls die Macarons in ihr Repertoire auf.
Die ersten Macarons waren ungefüllte Kekse aus Mandelmehl, Zucker und Eiweiß und galten als Spezialität mehrerer Klöster, beispielsweise des Nonnenordens der Visitandinnen (Filles de Sainte-Marie) in Melun, nach denen die Mandelküchlein Visitandines benannt sind. Da es den Benediktinerinnen vom Heiligsten Sakrament in Nancy verboten war, Fleisch zu essen, bereiteten sie eine große Auswahl an Gebäck zu, darunter auch Macarons. Nach dem Dekret zur Aufhebung auch der karitativen Orden vom 5. April 1792 begannen in Nancy die Benediktinerinnen Marguerite Gaillot und Marie-Elisabeth Morlot, von der Herstellung und dem Verkauf ihrer Macarons zu leben. Sie wurden damit so bekannt, dass sie sich bald als Les Sœurs Macarons einen Namen machten. Die ungefüllten Macarons gleichen geschmacklich mit ihrer deutlichen Mandelnote den Mandelmakronen aus Deutschland und Italien (Sizilien: pasta di mandorla).
Im 18. Jahrhundert wurde in Frankreich begonnen, Konfitüre oder Creme in die Kekse einzubacken. Später bohrte man das gebackene Mandelbaiser an und befüllte es. Auch die französische Königin und Liebhaberin von Feingebäck Marie-Antoinette soll diese Art von Keksen goutiert haben. In Sofia Coppolas Historienfilm Marie Antoinette (2006) bietet die junge Königin dem österreichischen Botschafter (eine moderne Version von) Macarons an.

### 19. Jahrhundert
Der vermehrte Import von indischen Kokosnüssen nach Europa und in die Vereinigten Staaten im späten 19. Jahrhundert ließ die Kokosmakronen (englisch: coconut macaroons) aufkommen und trägt bis heute zur Begriffsverwirrung mit den älteren Macarons bei. Seitdem werden in der jüdischen Küche der USA Kokosmakronen zum Sederabend zubereitet. Während des 19. Jahrhunderts ging man in Frankreich dazu über, jeweils zwei Macarons mit Buttercreme oder Konfitüre zu verbinden. Erstmals dokumentiert legte der Pariser Pâtissier Claude Gerbet zwei weiche Mandelbaisers noch ohne Füllung aufeinander.

### 20. Jahrhundert
1930 begann Pierre Desfontaines, der Inhaber des Hauses Ladurée und Großcousin des bekannten Müllers und Bäckers Louis Ernest Ladurée, zwischen zwei Macarons eine Ganache zu füllen. Das Rezept wurde bis heute im Maison Ladurée beibehalten. Seither haben sich zur Bezeichnung gefüllter doppelter Macarons die Begriffe le macaron Gerbet und le macaron parisien eingebürgert.
Gegen Ende des 20. Jahrhunderts verfeinerte und erweiterte der Lenôtre-Schüler Pierre Hermé den Geschmack der Macarons. Nach Art des Italienischen Baisers kocht er zuerst Sirup und rührt danach Eischnee und dann rohes Eiweiß hinzu, wodurch die Macaron-Schalen stabiler werden. Von da an entwickelte sich das Macaron schnell zu einem der beliebtesten Kleingebäckarten in Frankreich. Das Haus Ladurée, das neben Pierre Hermé S.A.S. zu den besten Anbietern von Macarons in Frankreich gezählt wird, verkauft allein in seinen vier Pariser Pâtisserien jährlich mehr als vier Millionen Stück. Der Macaron-Verkauf im bekanntesten Teesalon Ladurées in der rue Royale zwischen der Place de la Concorde und der Place de la Madeleine hatte im Geschäftsjahr 1998 einen Anteil von 30 % des Umsatzes.

### 21. Jahrhundert
In den 2000er-Jahren übernahmen in der Systemgastronomie und im Einzelhandel Ketten wie Whole Foods, Trader Joe’s, Starbucks und seit 2007 auch McDonald’s McCafés in Frankreich vereinfachte Versionen von Macarons in ihrem Angebot.
Am 20. März, dem kalendarischen Frühlingsbeginn, wird in Frankreich seit 2005 der Jour du Macaron begangen, der auf Initiative von Pierre Hermé ins Leben gerufen wurde. Ein Teil der Erlöse geht an karitative Projekte. Zunehmend beteiligen sich daran auch die Feinbäckereien anderer Länder wie etwa die Feinkostabteilung der Galeries Lafayette in Berlin sowie pastry shops in kanadischen und US-amerikanischen Metropolen.

## Lokale Spezialitäten
Neben der höfischen und klerikalen Tradition entwickelten sich in Frankreich auch lokale Varianten der Macarons. Die Macarons d’Amiens in der Picardie gibt es seit dem 16. Jahrhundert; sie bestehen aus Mandelmehl, Eiern, Mandelöl, Früchten und Honig. Seit dem 19. Jahrhundert werden im lothringischen Boulay makronenförmige Macarons hergestellt. Das Musée de l’Amande et du Macaron in Montmorillon weist neben Nancy, Boulay und Amiens auch auf die traditionellen Macaron-Spezialitäten in Cormery, Luignan, Montmorillon, Saint-Jean-de-Luz und Saint-Emilion hin. Die Mandelkekse von Cormery haben die Form eines Bagels oder Donuts und sollen Mönchsnabeln ähneln. Meyers erwähnt darüber hinaus noch die Orte Lauzerte, Niort, Reims, Massiac, Pau und Metz.
Luxemburgerli kommen aus Zürich und sind kleinere Macarons nach Pariser Art. Diese Variante wird nach dem luxemburgischen Konditor und Urheber Camille Studer benannt und seit 1957 von der Züricher Confiserie Sprüngli hergestellt.

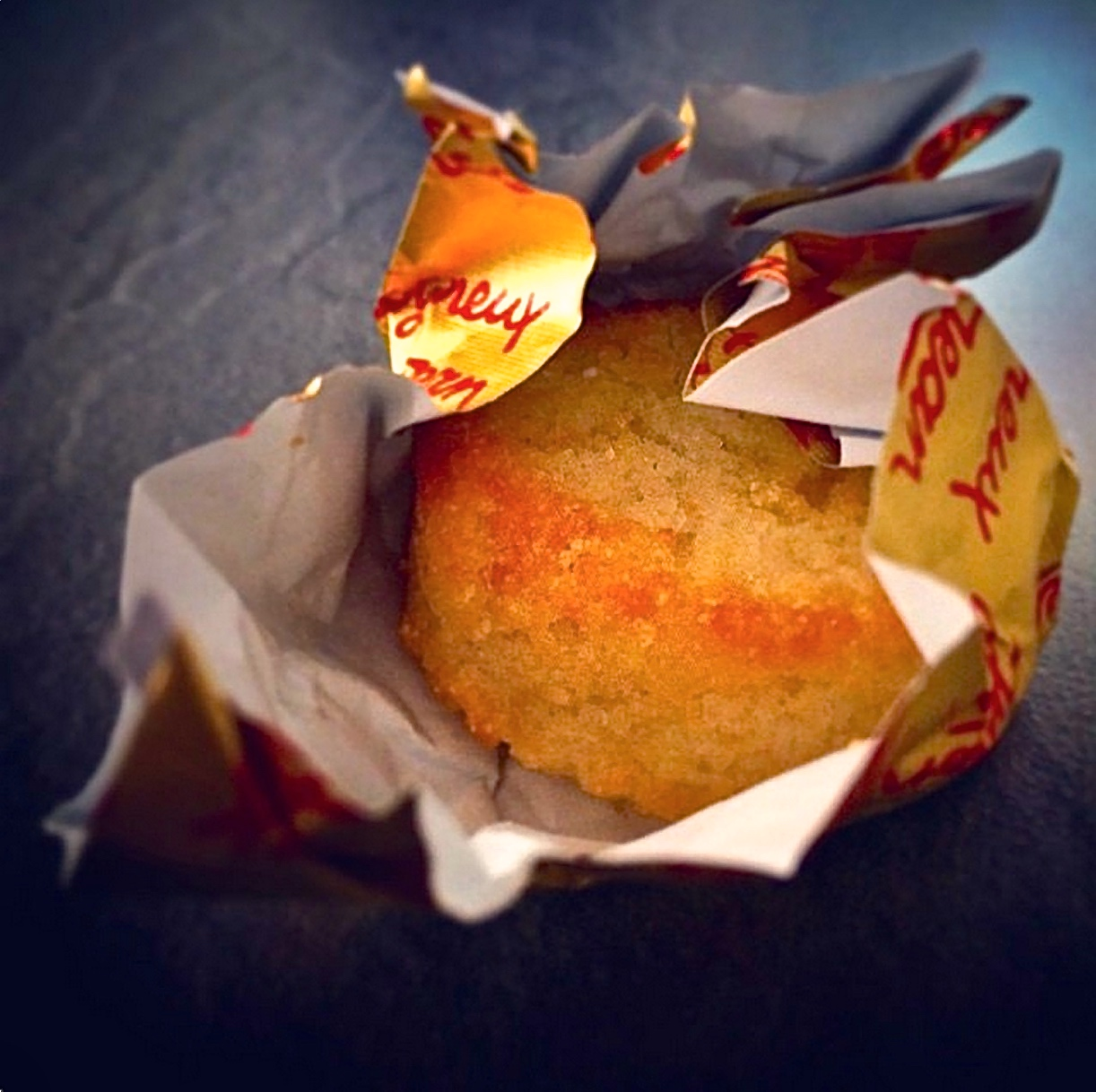
Macaron aus Amiens
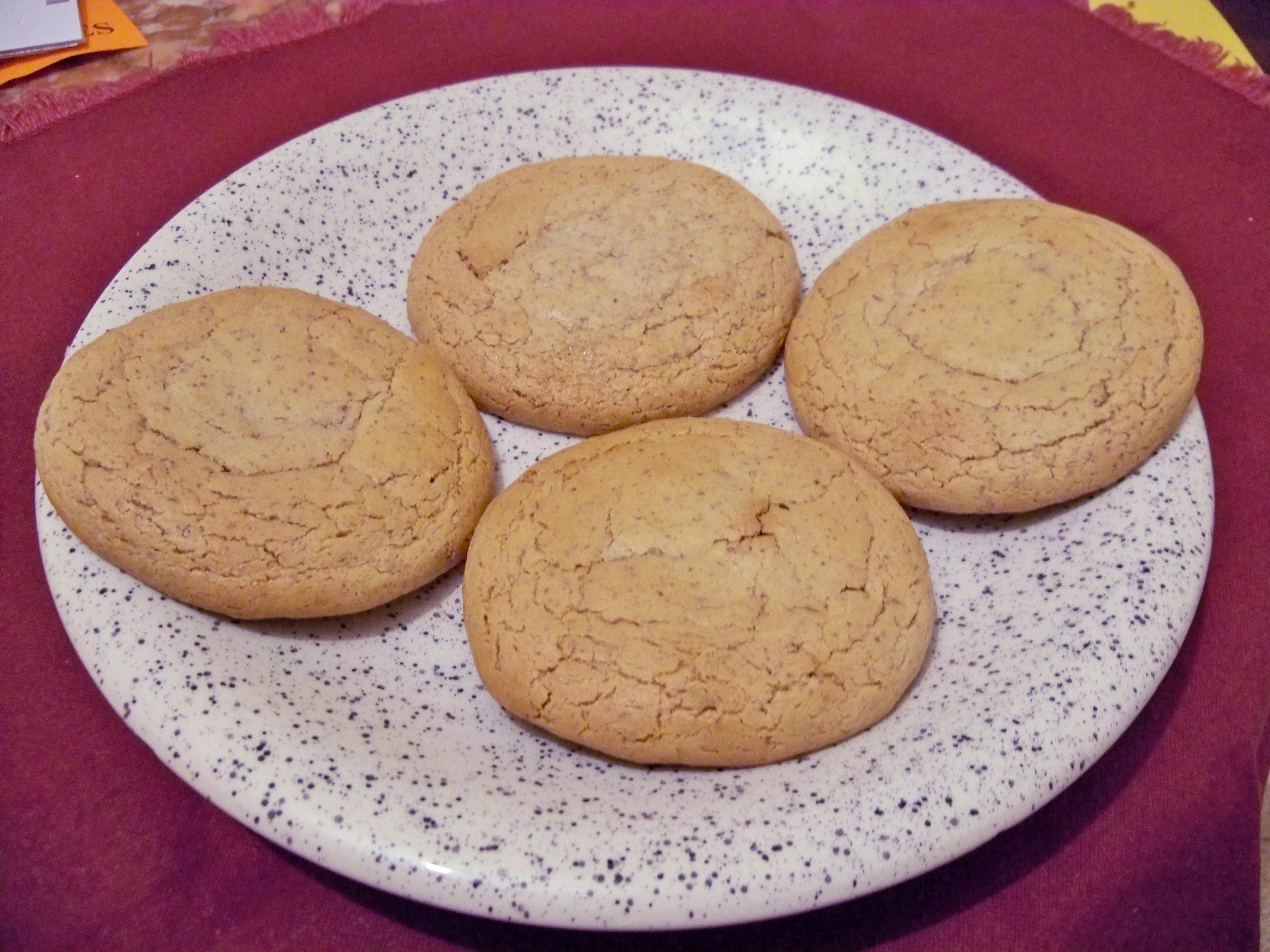
Macarons aus Sault
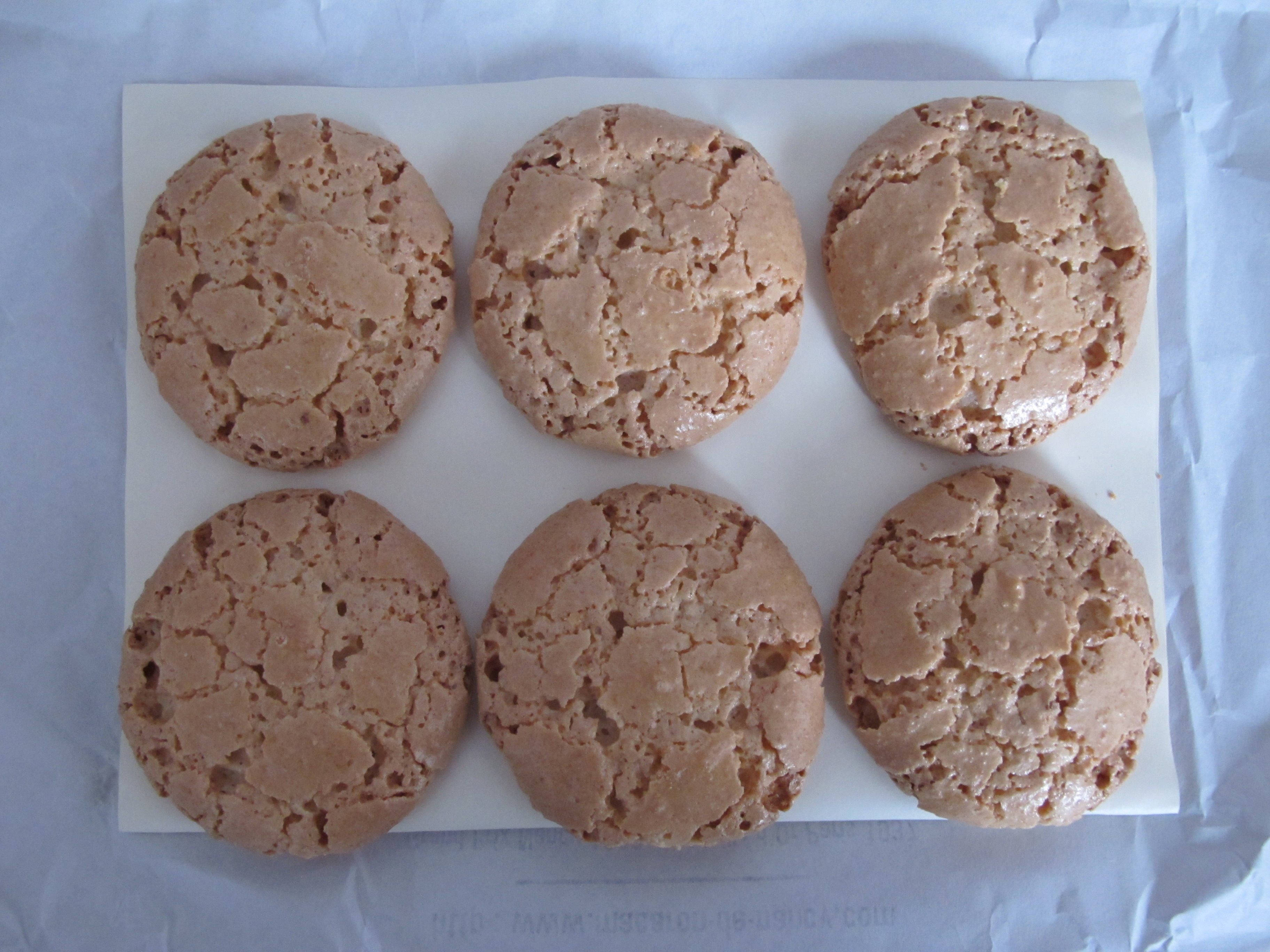
Macarons aus Nancy
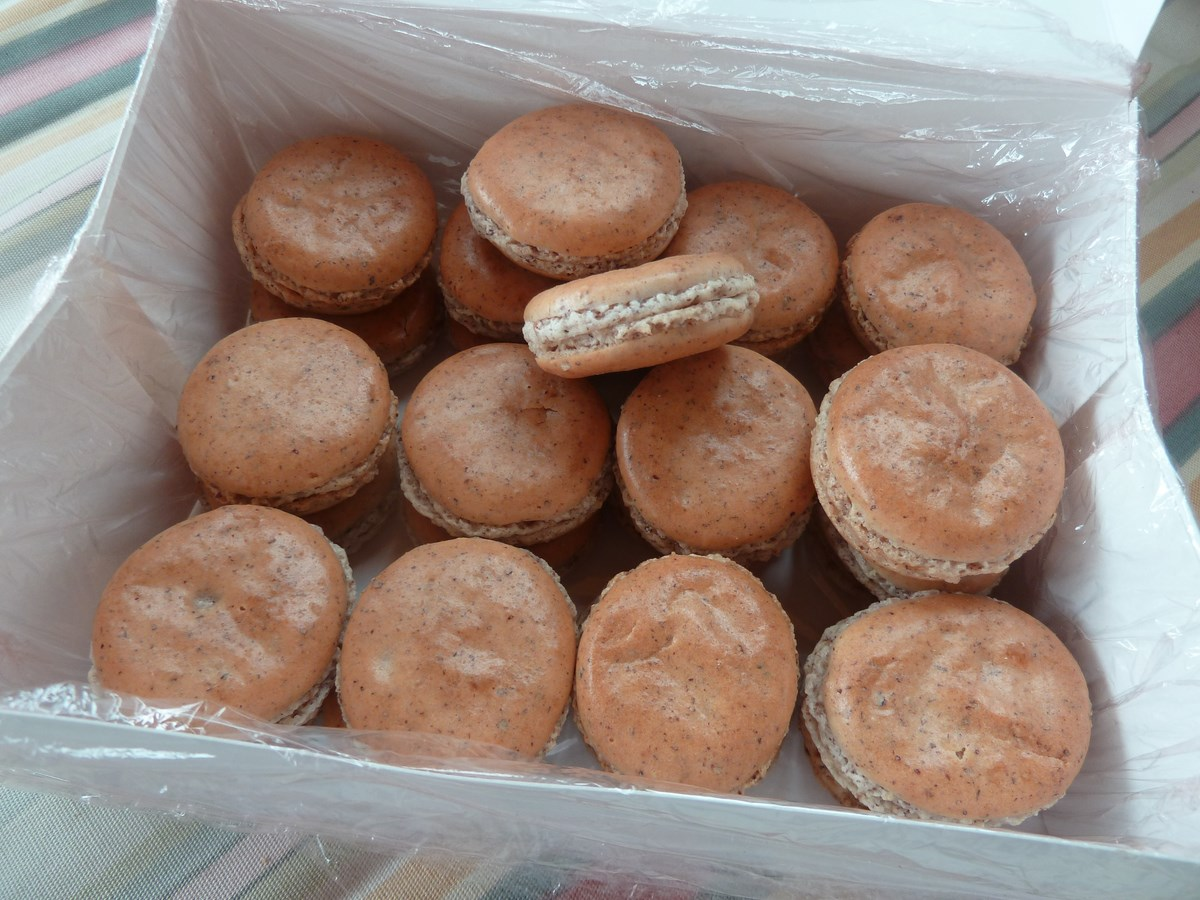
Macarons aus Massiac
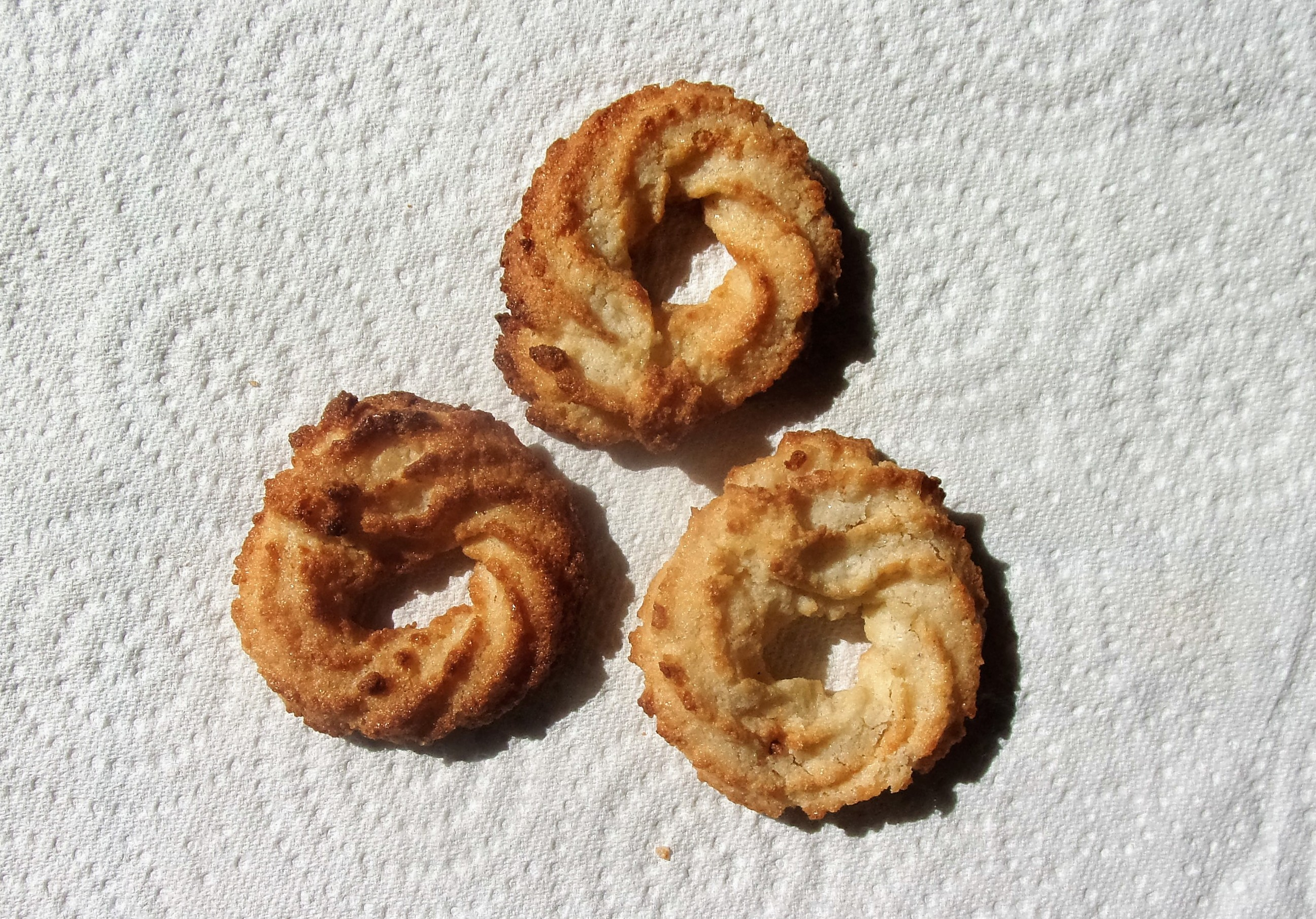
Macarons aus Cormery

## Zubereitung

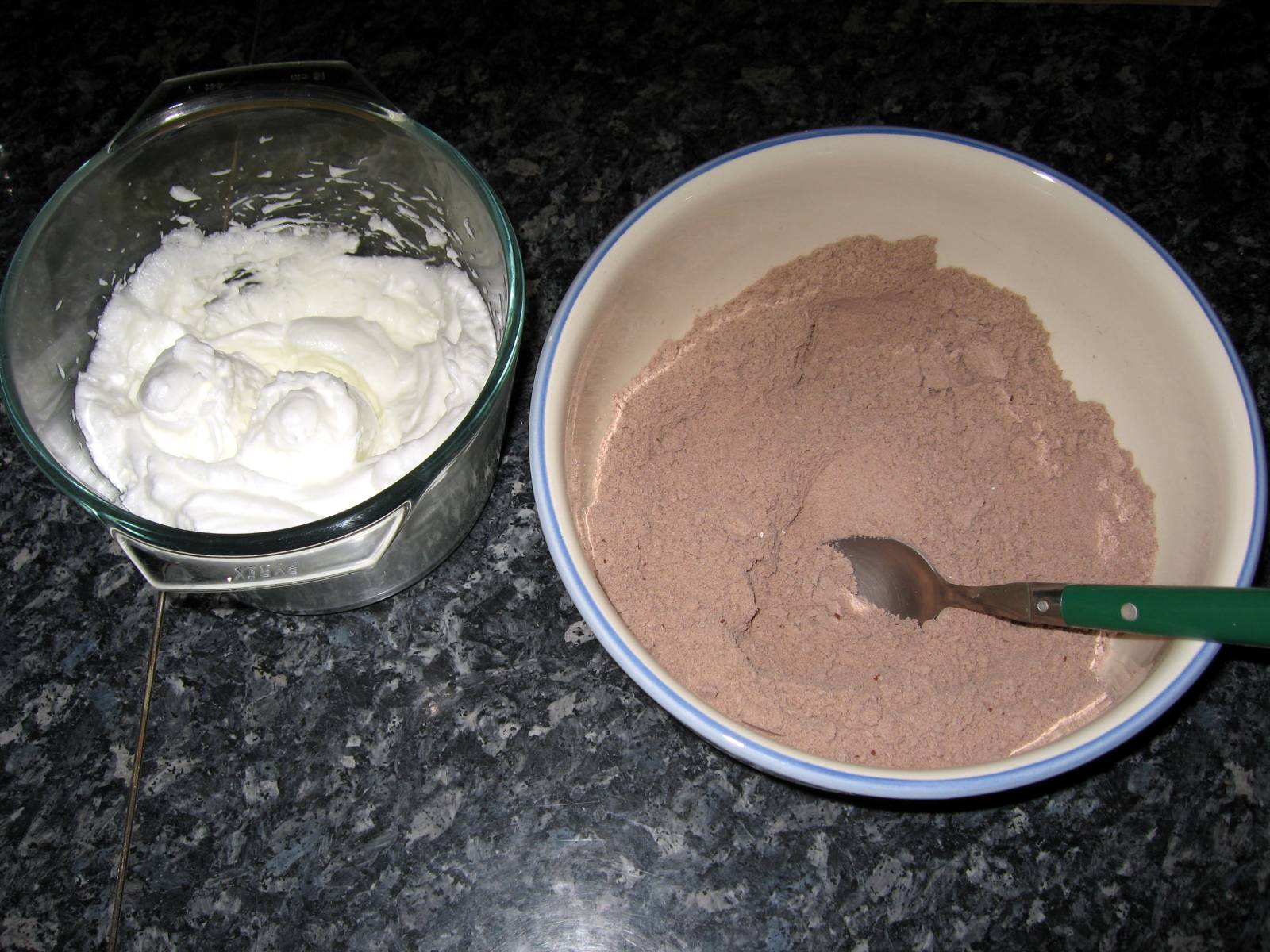
Eischnee (links) und Mandelmehl, Puderzucker, Kakao
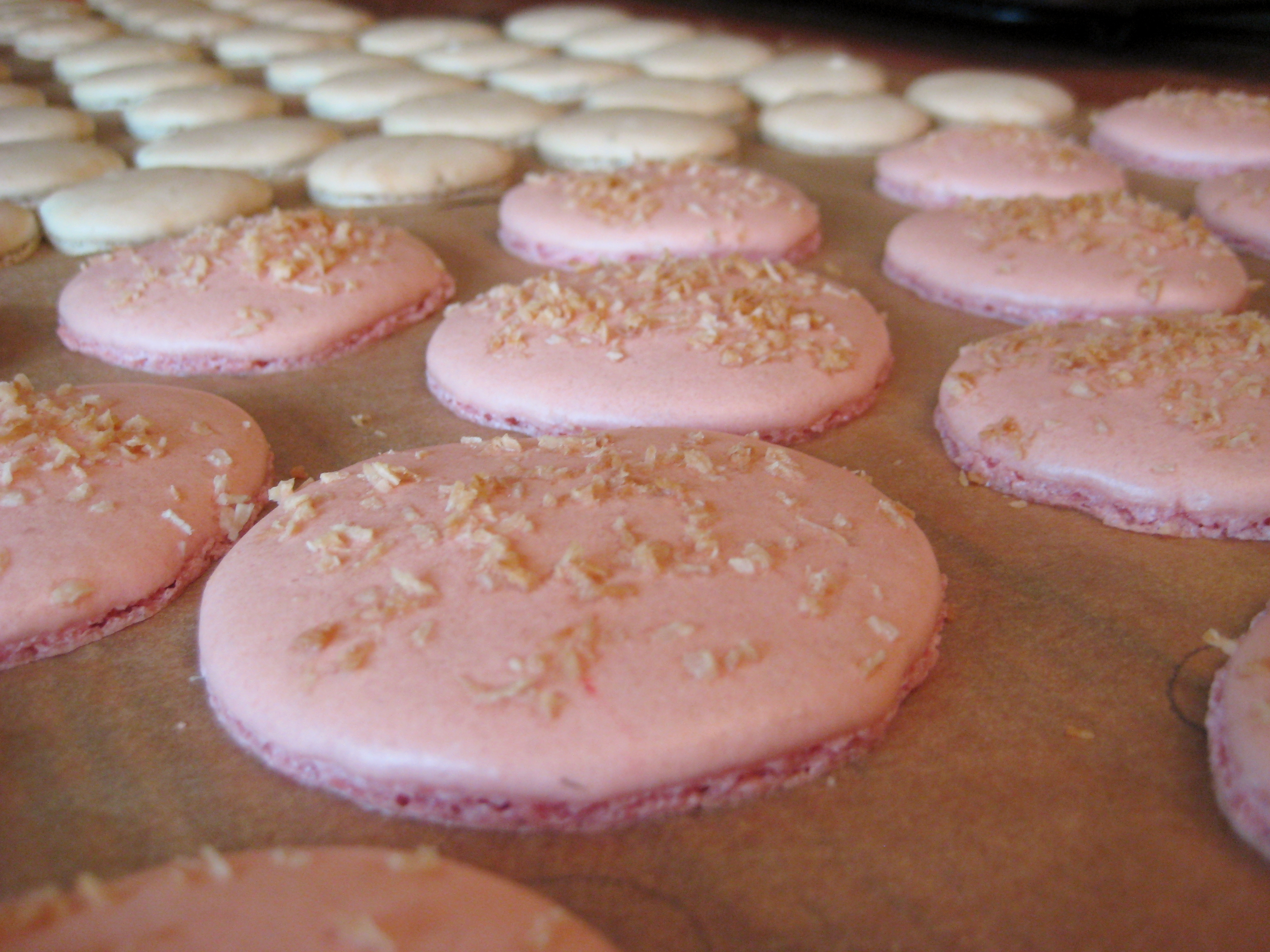
Baiserböden
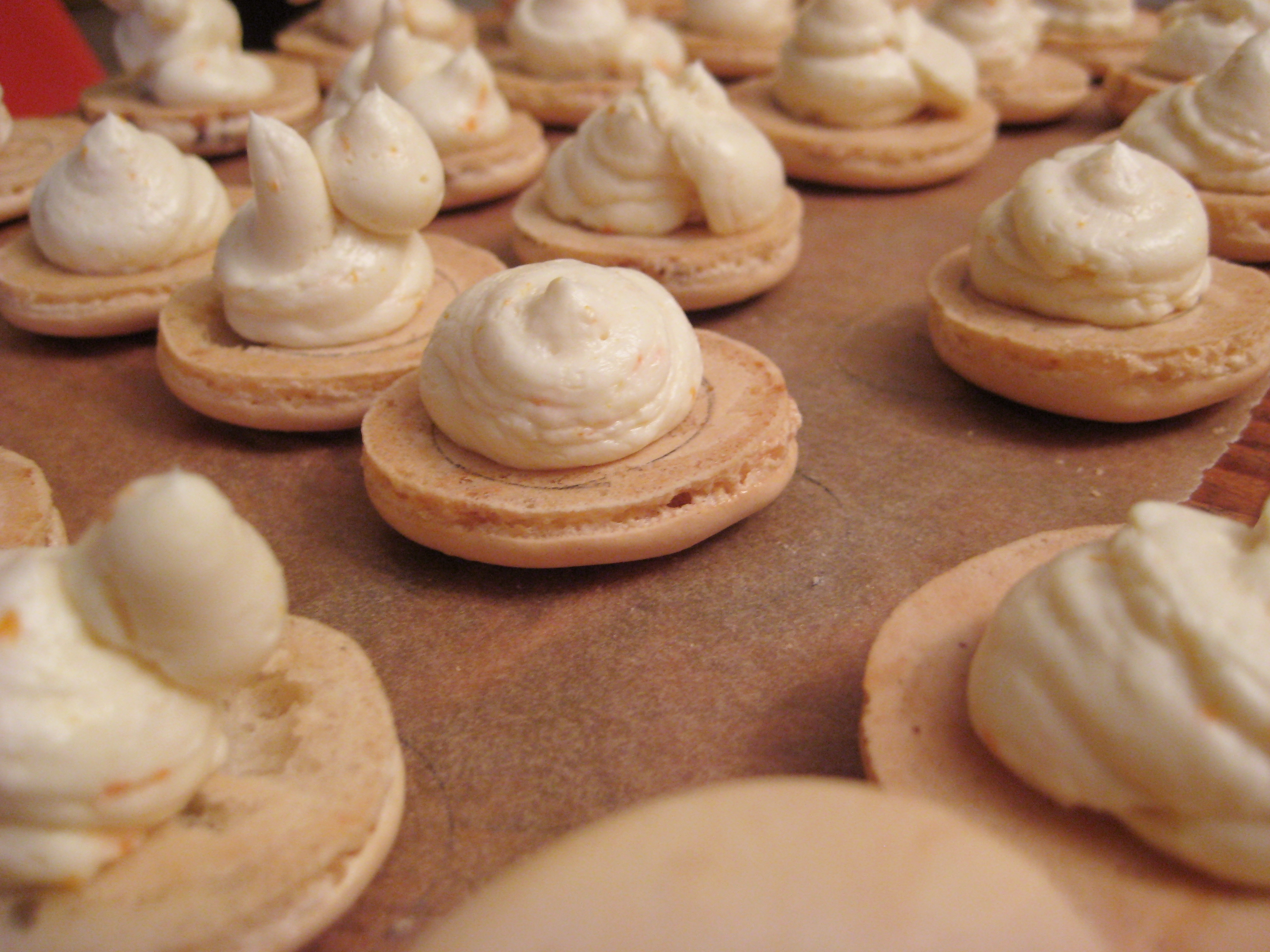
Füllung